# Кућа Милене Миросављевић
Кућа Милене Миросављевић из Суботишта је споменик културе који се налази на територији општине Пећинци, у Суботишту.

## Опис и историјат
Кућа је подигнута у првој половини ХIХ века.
Грађена је по бондрук систему и испуњена чатмом. У основи је правоугаона, троделне просторне структуре која је формирана у низу соба. Кућа поседује централни увучени трем, затворен дрвеном преградом  доњем делу куће и под стрехом, из којег је улаз у све три просторије.
Кров је двосливан и покривен бибер црепом. Као категорија сеоске куће Срема, блиска изгледом и старијим кућама Мачве, кућа указује на етнокултурне везе.
У приватној је својини.

## Проглашење за културно добро
Кућа Милене Миросављевић је проглашена културним добром 24. марта 1998. од стране Владе Републике Србије у Службеном гласнику бр 8